# Cmentarz św. Maurycego we Wrocławiu
Cmentarz św. Maurycego – rzymskokatolicka nekropolia będąca pod zarządem parafii św. Maurycego we Wrocławiu. Cmentarz znajduje się na osiedlu Gaj przy ulicy Działkowej w pobliżu niewielkiego wzniesienia nazywanego  Skowronią Górą. Od strony wschodniej bezpośrednio graniczy z Cmentarzem Żołnierzy Radzieckich. Niekiedy nazywany przez mieszkańców Wrocławia cmentarzem na Skowroniej Górze.

## Historia
W roku 1863 parafia św. Maurycego otworzyła swój nowy cmentarz przy ulicy Kamiennej, pomiędzy dwoma innymi cmentarzami: ewangelickim cmentarzem św. Marii Magdaleny i katolickim św. Doroty. Szybkie wyczerpanie się pól grzebalnych zmusiło proboszcza parafii do szukania nowego miejsca w którym można by było urządzić nowy cmentarz. Początkowo władze miejskie były nieprzychylne katolickiej parafii, zgodę na zagospodarowanie nowego cmentarza wydano ostatecznie w maju 1886. Nowy cmentarz otwarto w roku 1887, znajdował się on pomiędzy ulicą Spiską a równoległą do niej drogą w pobliżu ulicy Borowskiej. Na cmentarzu wybudowano w następnych latach kaplicę i dom nadzorcy. Oba cmentarze zostały w roku 1967 zlikwidowane, w ich miejscu dziś znajdują się parki – Park Andersa w miejscu starszego cmentarza z roku 1863 i Park Skowroni w miejscu nowszego cmentarza z roku 1887. 
Dzisiejszy cmentarz św. Maurycego to z kolei trzecia nekropolia tej parafii, została ona utworzona dzięki staraniom proboszcza Paula Peikerta. W związku z wyczerpywaniem się miejsc na nowym cmentarzu podjął on decyzję o jego powiększeniu w kierunku południowym, w roku 1934 zakupił 2,5 ha ziemi od właściciela Antona Laufe, a rok później jeszcze dodatkowe 0,5 ha od właścicielki o nazwisku Pelz. Zgodę na urządzenie nowego cmentarza położonego na południe od ulicy Działkowej wydano 18 listopada 1939 roku. Poświęcenie nowo utworzonej nekropolii, przez biskupa wrocławskiego Adolfa Bertrama miało miejsce w dniu 29 września 1940. Do roku 1945 nowy cmentarz był wykorzystany w niewielkim stopniu. Od stycznia 1945 wschodnia część cmentarza była jednym z miejsc pochówku poległych żołnierzy radzieckich, w latach 1947-1948 urządzono na niej Cmentarz Żołnierzy Radzieckich na Skowroniej Górze, gdzie pochowano pozostałych poległych chowanych w czasie walk w innych częściach miasta. Zachodnia część cmentarz nadal pełniła funkcję cmentarza parafialnego kościoła św. Maurycego, chowano tu również zmarłych zamieszkałych w pobliżu cmentarza. Pod koniec lat 60. XX wieku planowano likwidację cmentarza, wiązało się to z ówczesną tendencja władz do całkowitej likwidacji cmentarzy wyznaniowych i zastąpienia ich komunalnymi. Od roku 1971 pochówki były wstrzymane. Ponowna reaktywacja funkcji cmentarza nastąpiła w roku 1994. W chwili obecnej miejsca grzebalne powoli się wyczerpują.

## Znane osoby pochowane na cmentarzu
- Jacek Bednarski (1939-2008) – międzynarodowy mistrz szachowy
- prof. Tadeusz Bross (1930-2015) –  kardiochirurg
- prof. Adam Galos (1924-2013) – historyk, profesor Uniwersytetu Wrocławskiego
- prof. Wacław Hendrich (1925-2014) – biochemik
- Franciszek Nieckula (1937-2010) –  filolog
- prof. Włodzimierz Obidowicz (1930-2016) – pianista, pedagog
- prof. Lech Tyszkiewicz (1931-2017) - historyk, profesor Uniwersytetu Wrocławskiego
- Franciszek Pogoda (1924–2012)[a] – żołnierz II Korpusu Polskiego gen. Władysława Andersa, uczestnik bitwy o Monte Cassino
- Barbara Cygańska - Wiland (1921–2012)[b] - harcerka, porucznik Armii Krajowej, więźniarka Gestapo, nauczycielka

## Literatura
- Burak M., Okólska H., 2007, Cmentarze dawnego Wrocławia, Wydawnictwo Muzeum Architektury we Wrocławiu, Wrocław. ISBN 978-83-89262-38-7